# Naruto, Tokushima
Naruto (japanska: 鳴門市?, Naruto-shi) är en stad i Tokushima prefektur i Japan. Staden fick stadsrättigheter 1947.